# 崇安文庙
27°45′33″N 118°01′50″E / 27.75917°N 118.03056°E
崇安文庙是原福建省崇安县的文庙，旧址位于今武夷山市崇安街道市政府、市图书馆一带，1959年被列为崇安县文物保护单位，1961年作为闽北工农兵代表会议会址被列为福建省文物保护单位。文革前后大部分建筑逐渐被拆毁，2001年1月20日被撤销省级文物保护单位资格。
崇安文庙于北宋绍圣二年（1095年）在营岭（今市政府一带）重建。由于朱熹一生的大部分时间都在崇安度过，在其死后地位逐渐提升，尤其是淳佑元年（1241年）诏以朱熹从祀孔庙之后，崇安文庙也有了特殊意义，不断重修扩建。明嘉靖三十一年（1552年），武夷文庙进行了规模最大的改建，由原坐北朝南改为坐西朝东。清嘉庆十二年（1807年）七月毁于火。光绪五年（1879年）重建。光绪十年（1884年）七月，明伦堂又被火毁，再次重建。清末废科举改学堂，文庙内先后创立了“崇安中西学堂”“同化两等小学”“师范讲习所”“县立初级中学”“武夷小学”“清献小学”等。1933年闽北红军占据崇安县城期间，于3月5日在文庙召开闽北苏维埃第四次工农兵代表大会。1939年再次重修。20世纪70年代末大多数建筑被陆续拆毁，现存的遗迹有两处泮池及状元桥、一座明代棂星门、五通宋明石碑（其中五贤祠内胡氏绘像碑四通和圣谕碑一通）、一幢崇圣祠（旧政府会堂）、半幢明伦堂（现政府食堂后旧机关幼儿园）等。
- 泮池、状元桥
- 棂星门已被围入图书馆院内
- 原五贤祠内胡氏绘像碑